# Apeadeiro de Cumeadas
O Apeadeiro de Cumeadas, igualmente denominado de Cumiados ou Cumiadas, é uma gare encerrada da Linha de Sines, que servia a zona de Cumeadas, no concelho de Santiago do Cacém, em Portugal.

## História
Em 1 de Julho de 1929, abriu ao serviço o lanço entre São Bartolomeu da Serra e o quilómetro 156,4 da linha, nas proximidades do apeadeiro de Cumeadas. O tramo seguinte, até Santiago do Cacém, abriu à exploração em 20 de Junho de 1934.
Em 2 de Janeiro de 1990, a operadora Caminhos de Ferro Portugueses encerrou os comboios de passageiros na Linha de Sines.